# Райфенберг, Фредерик
Фредерик Огюст Фердинанд Тома де Райфенберг (Рейфенберг) (фр. Frédéric Auguste Ferdinand Thomas de Reiffenberg; 14 ноября 1795, Монс — 18 апреля 1850, Сен-Жосс-тен-Ноде) — барон, бельгийский писатель

, историк-медиевист, лингвист. Член Королевской академии наук и искусств Бельгии.

## Биография
С 1822 года был профессором философии Левенского университета, с 1835
— читал лекции по истории средневековья в университете Льежа. Позже, куратор королевской библиотеки Бельгии.

## Избранные произведения
- «Archives philologiques» (Брюссель, 1825—1826),
- «Archives pour l’histoire civile et litt é raire des Pays-Bas» (Левен, 1827—1828),
- «Nouvelles archives hist oriques» (1829—1832),
- «Histoire de l’ordre de la Bibliothèque royale» (1840—1850),
- «Bulletin du bibliophile belge» (1845).

Его сын, Фредерик Гильом де Райфенберг, прозаик, поэт, драматург, писал стихи, драматические пьесы, критические этюды, романы, статьи и книги по военной администрации.